# Montgaillard (Tarn)
Montgaillard è un comune francese di 350 abitanti situato nel dipartimento del Tarn nella regione dell'Occitania.

## Società

### Evoluzione demografica
Abitanti censiti